# Foster’s Group

Altes Logo

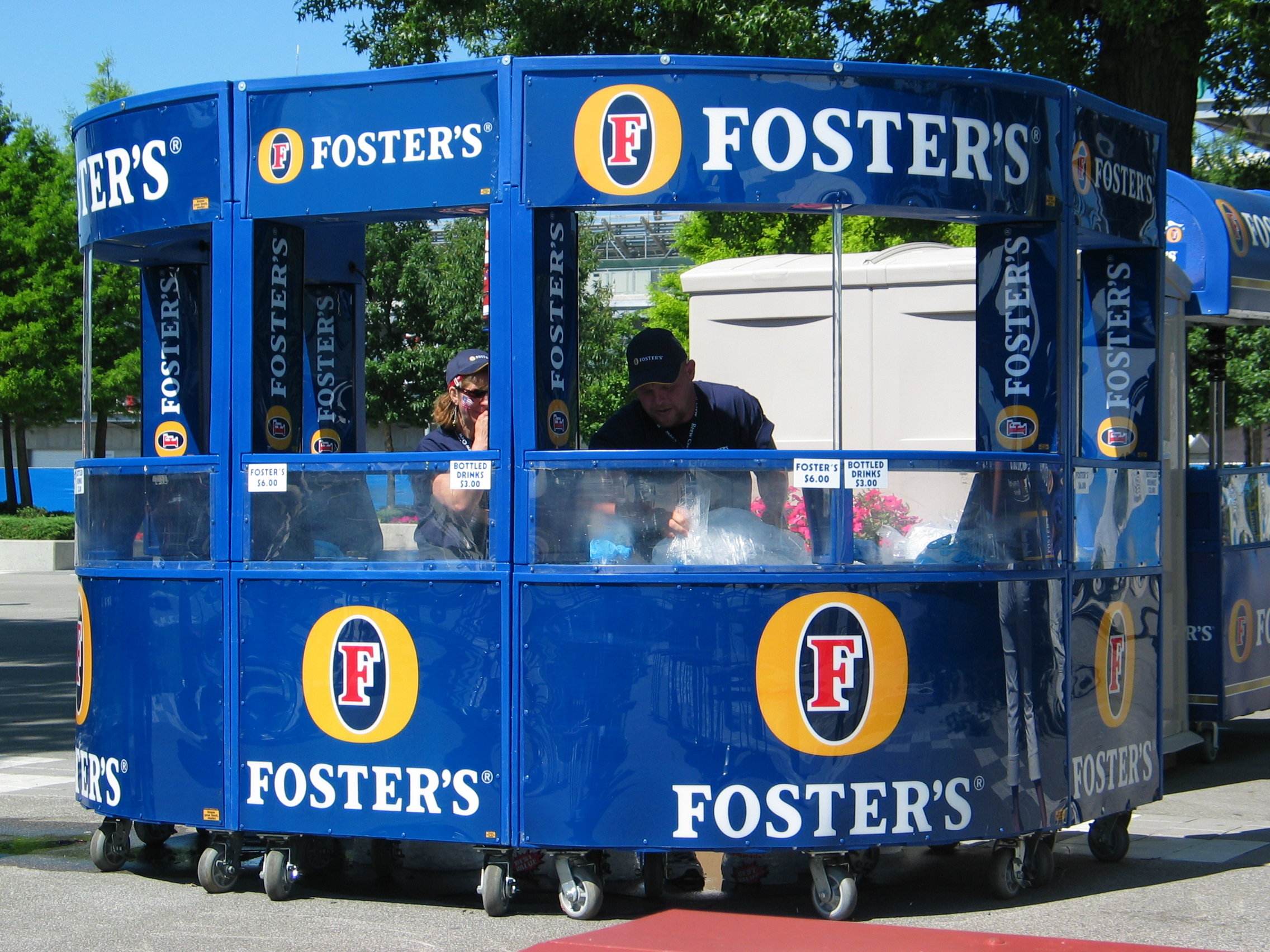
Foster’s Verkaufsstand

Foster’s Group ist ein australischer Getränkekonzern, der in den Sparten Brauerei, Spirituosen und Softdrink tätig ist.
Das Unternehmen war als Foster’s Group Limited an der Australian Securities Exchange, der australischen Wertpapierbörse, gelistet und hat seinen Hauptsitz in Melbourne. Der Konzern ist unter anderem bekannt für seine Biermarke Foster’s Lager, die unter Lizenz in Europa, Nordamerika und Asien gebraut wird.

## Geschichte
1886 segelten die irischen Brüder William M. Foster und Ralph R. Foster von New York nach Melbourne und gründeten zwei Jahre später eine Brauerei auf der Rokeby Street in Collingwood. Im November 1888 begannen sie, das erste Bier zu brauen und am 1. Februar 1889 erstmals öffentlich zu verkosten. Schon wenige Monate später verkauften sie die Brauerei an ein lokales Syndikat und kehrten in die Vereinigten Staaten zurück.
Die neuen Besitzer Hart, Thomas und Turner ließen das Unternehmen am 13. November 1889 unter dem Namen Foster’s Brewing Co. Ltd. in das Handelsregister in Melbourne eintragen. Im August 1903 wurde die Society of Brewers Melbourne gegründet und die Brauerei deren Mitglied.
Um ihre Wettbewerbsfähigkeit zu erhöhen, verkündete die Society of Brewers im April 1906 den Zusammenschluss aller ihrer Mitglieder (Carlton Brewery Ltd., McCracken’s City Brewery Ltd., Castlemaine Brewery Co. (Melbourne) Ltd., Shamrock Brewing and Malting Co. Ltd., The Foster’s Brewing Co. Pty. Ltd. und der Victoria Brewery Pty. Ltd.) zu einem Unternehmen.
Die neue Firma mit dem Namen Carlton & United Breweries (CUB) wurde am 8. Mai 1907 registriert und der Vertrag am 30. Juni 1907 unterzeichnet. 1908 wurde die Foster’s Brauerei auf der Rokeby Street geschlossen und der Name Foster’s ging fast verloren. CUB braute Foster’s Lager nur deshalb weiter, weil sie durch Gesetze der Staaten Queensland und Western Australia dazu gezwungen waren.
1983 erwarb Carlton & United Breweries die Elders IXL, einen großen australischen Konzern, und nannte sich Elders Brewing Group. 1990 wurde die Firma dann in Foster’s Group, nach der international bekannten Biermarke Foster’s Lager, umbenannt. 2005 übernahm die Foster’s Group den australischen Weinhersteller Southcorp und erlangte die Rechte an den bekannten Marken Penfolds, Lindemans und Rosemount.

## Aufspaltung
Ende Mai 2010 gab Foster´s bekannt, dass die Weinsparte „Foster’s Wine Estates“ abgetrennt wird. Am 10. Mai 2011 wurde die Aufspaltung abgeschlossen, die Weinsparte ging unter dem neuen Namen „Treasury Wine Estates“ an die australische Börse.

## Übernahme durch SABMiller
Im Juni 2011 scheiterte SABMiller beim Versuch einer feindlichen Übernahme der australischen Foster’s Group, startete jedoch kurze Zeit später einen zweiten Versuch. Am 21. September 2011 gab SABMiller bekannt, dass man sich auf eine Übernahme geeinigt habe, bei der SABMiller für eine Foster’s-Aktie 5,10 AUD bot. Damit lag die Marktbewertung von Foster’s bei 9,9 Mrd. AUD. Als die Übernahme im November 2011 genehmigt wurde, lag die Bewertung bei 10,8 Milliarden AUD bzw. 5,40 AUD pro Aktie.  Am 2. Dezember 2011 setzte an der Australian Securities Exchange der Handel der Foster’s Group Limited aus, am 20. Dezember 2011 folgte das Delisting.

## Getränke
- Biermarken: Ballarat Bitter, Carlton Cold, Carlton Draught, Cascade Draught, Cascade Premium Lager, Crown Lager, Fiji Bitter, Foster’s Lager, Foster’s Special Bitter, Melbourne Bitter, Pure Blonde, Sterling, Victoria Bitter.
- Spirituosen und Apfelweine: Black Jack, Cougar Bourbon, Karloff, Karloff Vodka, Kirov, Mercury Cider, Pearl, Strongbow Cider, The Black Douglas Whisky, The Tall Blond

## Tochtergesellschaften
- Carlton & United Beverages
- Matilda Bay Brewing Company